# Cephalops splendens
Cephalops splendens är en tvåvingeart som beskrevs av De Meyer 1992. Cephalops splendens ingår i släktet Cephalops och familjen ögonflugor.
Artens utbredningsområde är Kenya. Inga underarter finns listade i Catalogue of Life.